# Sinj City
Sinj City hrvatski je dugometražni glazbeni dokumentarni film, rockumentarac (rockumentary).
Autor Niko Gulam je na zamisao o filmu došao na trećoj godini studija Umjetničke akademije u Splitu kao zadatak za jedan od ispita. Nije ni pomišljao na dugometražni film, no s vremenom se nakupilo snimljenog i zanimljivog materijala.
U razdoblju od dvije godine snimao je svaki izlazak u Sinju, a kako je vrijeme prolazilo nailazilo je sve više događaja koji bi zaokruživali priču. Film je ukupno stvarao četiri godine. Dokumentirana su događanja i atmosfera u Sinju u periodu od 2015. do 2017. godine.
Kroz intervjue u filmu je autor predstavio i sastave sinjske pozornice kao što su: M.O.R.T., Shewa, Darkvud, Salauk, Beerkrieg, Underdog, Brane Norac, Jare, Embrio, Psihička jezera te ostale sinjske pojave.
Premijerno je prikazan na festivalima Gljevstocku i Danima hrvatskog filma.
Iz recenzija se može izvući da je Gulam prikazao »široj publici na neočekivanom mjestu pronašao renesansu hrvatskog rocka i srodnih, uglavnom heavy i hard podžanrova«; »živu scenu, zabavnu i vibrantnu sliku novog rođenja subkulture kroz generacijsko povezivanje i otpor kiču« i »skriveno bogatstvo Cetinske krajine, razbijajući naše stereotipe o njezinu kulturnom životu«.

## Vanjske poveznice
- Trailer na YouTubeu